# Judson A. Lovingood
Judson Allison Lovingood (18 juillet 1936 – 29 avril 2021) était directeur adjoint du bureau des projets de la navette spatiale au centre de vol spatial Marshall.

## Jeunesse et formation
Lovingood est né à Birmingham, dans l'État de l'Alabama, le 18 juillet 1936.
Il a obtenu une licence en génie électrique à l’Université de l'Alabama en 1958, puis un master en mathématiques appliquées à l’Université du Minnesota.

## Carrière
Après avoir obtenu son diplôme, Lovingood a travaillé chez Martin Marietta à Orlando, puis chez Honeywell à Minneapolis.
Lovingood a rejoint la NASA en 1962. Jusqu’en 1967, il a travaillé dans les domaines de la dynamique et du contrôle de vol, du guidage et de la mécanique céleste, à divers postes. En 1967, la NASA l’a envoyé suivre une formation pendant un an afin de terminer son doctorat à l’Université de l'Alabama,.
En 1969, Lovingood est devenu chef de la division de contrôle dynamique du laboratoire d’aéro-astrodynamique. En 1974, il est nommé directeur du laboratoire de dynamique des systèmes. Tous ces postes étaient rattachés à la direction scientifique et technique du centre de vol spatial Marshall. Les projets soutenus durant cette période incluaient principalement le programme Apollo, Skylab et la navette spatiale.
En 1979, Lovingood devient directeur adjoint du bureau des projets de la navette, puis, en février 1982, il est nommé responsable du projet de moteur principal de la navette.
Lovingood faisait partie des hauts responsables qui ont autorisé le lancement avant la catastrophe de la navette spatiale Challenger en 1986. En 1988, il quitte la NASA pour le secteur privé, en prenant un poste à Huntsville, Alabama, chez Thiokol, l’entreprise ayant fabriqué les propulseurs d'appoint à propergol solide de la Challenger.

## Retraite et décès
En 2014, Lovingood a poursuivi Discovery Channel et plusieurs producteurs d’un téléfilm sur la catastrophe de Challenger, les accusant de diffamation pour sa représentation dans le film. Le procès a été rejeté par la Cour d'appel du onzième circuit des États-Unis en février 2020.
Lovingood est décédé à l’âge de 84 ans le 29 avril 2021.